# Hans Cools (komiek)
Hans Cools (Roeselare, 11 januari 1988) is een Vlaamse komiek uit (West-Vlaanderen). In 2010 studeerde hij af als bouwkundig ingenieur aan KHBO Oostende. Zijn eerste stappen in de comedy deed hij in 2018 op de grote markt van zijn eigen gemeente. 
Daarna ging het snel en bereikte hij de halve finale van Humo's Comedy Cup 2018 en ging hij aan de haal met de Lunatic Comedy Award 2019 en de Commeere Comedy Cup 2019. Hij tourde twee jaar als het vast voorprogramma van Steven Mahieu. Waarna hij in 2023 in première ging met zijn eerste eigen avondvullende theatershow 'Cools & Zonen'. Deze producties werden gerealiseerd met de steun van de tax shelter-maatregel van de Belgische Overheid via Flanders Tax Shelter. 